# Vad döljer du för mig?
Vad döljer du för mig? (italienska: Perfetti sconosciuti) är en italiensk dramakomedi från 2016 i regi av Paolo Genovese.

## Utmärkelser
Filmen vann David di Donatello för bästa film 2016.

## Rollista i urval
- Giuseppe Battiston - Peppe
- Anna Foglietta - Carlotta
- Marco Giallini - Rocco
- Edoardo Leo - Cosimo
- Valerio Mastandrea - Lele
- Alba Rohrwacher - Bianca
- Kasia Smutniak - Eva
- Benedetta Porcaroli - Sofia